# Andy Harder
Andy Harder (* 28. Mai 1955 in Solothurn) ist ein Schweizer Jazzmusiker (Klavier).

## Leben und Wirken
Harder erhielt ab frühster Jugend klassischen Klavierunterricht. Bald auch erste Kompositionsversuche und Beschäftigung mit Improvisation. Durch die Begegnung mit der Musik von Dollar Brand, Oscar Peterson und Keith Jarrett erwachte das Interesse am Jazz. Ein Studium erfolgte an der Hochschule für Musik Bern in den Fächern Klavier, Arrangement und Komposition mit Masterabschluss im Jahr 1980. Als Pianist arbeitete er mit dem eigenen Trio und Quartett, sowie als Mitglied verschiedener Ensembles auf Konzerten und Tourneen in der Schweiz, in Italien, Frankreich, Tschechien und Deutschland. Festivalteilnahmen waren unter anderem in Montreux, Bern, Freiburg, Vienne und Bratislava. 1991 war er Träger des Musikpreises des Kantons Solothurn.
Harder arbeitete zusammen mit  Musikern der internationalen Jazzszene wie Glenn Ferris, Andy McGhee, Billy Cobham, Sal Nistico, Johnny Griffin, Reggie Johnson, Harry „Sweets“ Edison, Roy Hargrove, Jimmy Woode, Oliver Jackson, Benny Bailey, Benny Waters, Dusko Gojkovitc und Milt Hinton. CD- und Konzertproduktionen entstanden mit Schweizer Musikern und internationalen Solisten.
Milt Hinton bezeichnete Andy Harder nach einem gemeinsamen Konzert als “one of the most swinging piano players I have ever worked with.”
In der kompositorischen Arbeit reicht das Spektrum von Stücken für Klavier, Jazzquartett- und Sextett bis hin zu Grossformationen und Big-Band-Besetzung, ebenso vom Klarinetten- und Streichquartett bis zu Kompositionen für zehn Blechbläser und Brass Band. Zahlreiche Kompositionsaufträge (unter anderem für die Schweizer Bläser-Solisten, verschiedene Rundfunk Big Bands, Swiss Clarinet Players, Swiss Jazz Summit, Swiss Brass Consort und Apollon Quartet). Kompositionen für Medien und Film (neustes Werk Der Wolf ist tot, 2020).
Als Dirigent leitete Harder verschiedene Big-Band-Projekte (unter anderem Take Off Big Band, Big Band de Lausanne, SMV Big Band, Andy Harder Unit, Big Band Hochschule für Musik Bern) und unterrichtet als Professor für Klavier- und Jazzensemble an der Zürcher Hochschule der Künste ZHdK.

## Diskographische Hinweise (Auswahl)
- Fo(u)r Clarinets Only (Claves Records D-8605, 1986)
- Jazz Club Uster Piano Session (Elite Special LP 50-153, 1989)
- Good Vibes – Gregor Beck Trio & Benny Waters (BDC 7018-3, 1990)
- A Monk’s Dream – Big Band de Lausanne (Planisphare/PL 1267-49 CD, 1991)
- Out Of Twilight (TCB Records, 1991)
- Ambassadors Swinging Message (ATJB, 1993)
- A Lovely Attitude (TCB The Montreux Jazz Label/9320, 1993)
- My Funny Valentine. Live at Atlans (Mons Records, 1994)
- Flying Towards Yourself (Brambus Records/199804-2, 1998)
- Jive Concerto – Swiss Brass Consort (Obrasso Records/CD 868, 1998)
- Lazy Afternoon (TCB The Montreux Jazz Label/20802, 1999)
- Meret’s Delight – Swiss Jazz Summit (TCB The Montreux Jazz Label/9110, 2011)
- From Heart To Heart (Schweizerische Herzstiftung, 2013)
- Schoenberg & Harder – Apollon Quartet (Triart Recording/008, 2014)
- Bad As Usual – Boris Pilleri’s Jammin’ (Sound Service/180316-2, 2016)